# Chamaefilix maritima
Chamaefilix maritima là một loài dương xỉ trong họ Aspleniaceae. Loài này được Hill ex Farw. mô tả khoa học đầu tiên năm 1931.
Danh pháp khoa học của loài này chưa được làm sáng tỏ. 